# دنزکا

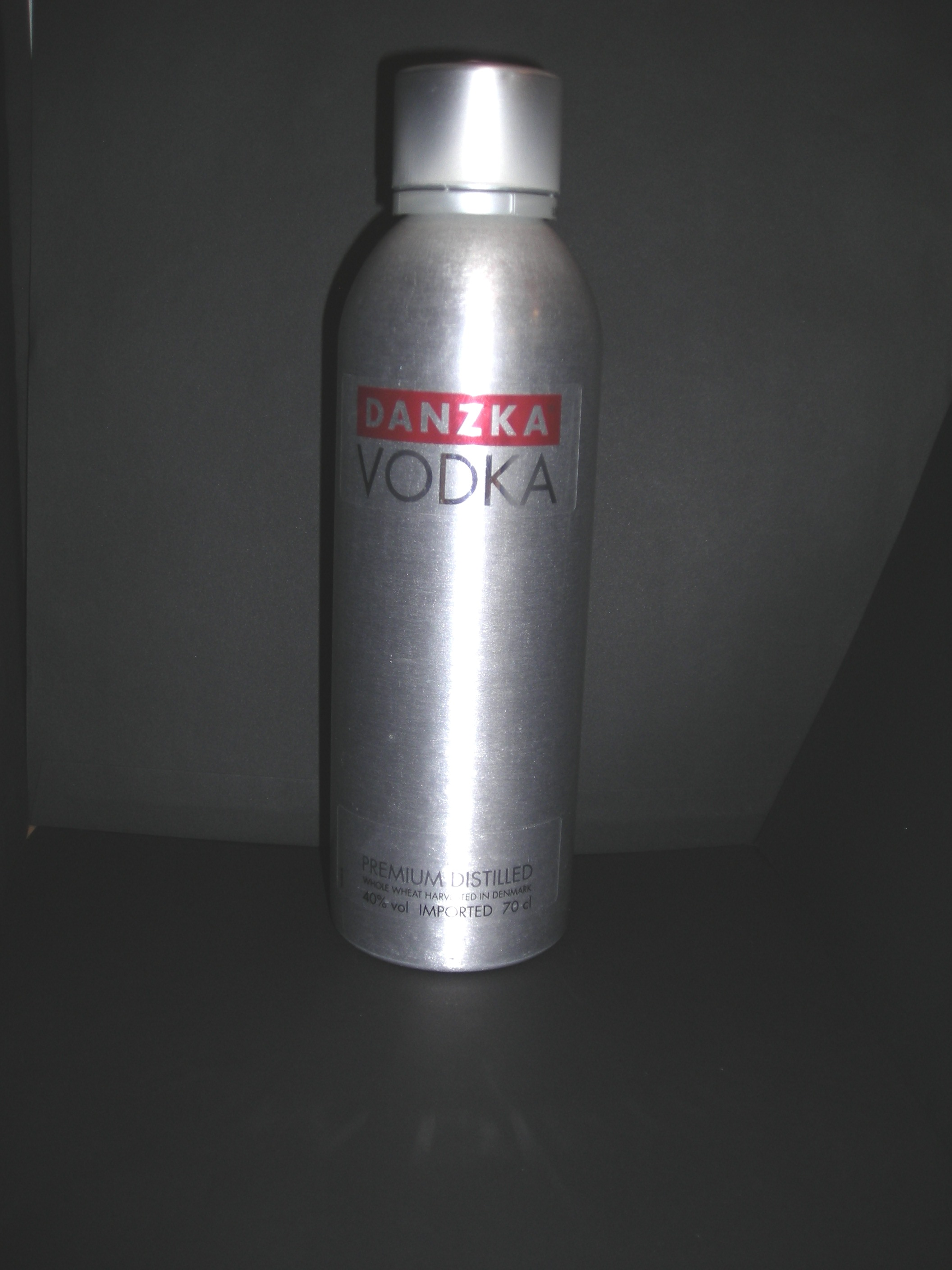
ودکا دنزکا سال ۲۰۱۱

دِنزکا (دانمارکی: Danzka) یک برند دانمارکی ودکاست.
این محصول از گندم دانمارکی تولید شده و در همان کشور بسته‌بندی و به سرتاسر جهان صادر می‌شود.
این برند نخستین بار در سال ۱۹۸۹ معرفی شد و اکنون در مالکیت شرکت فرانسوی «بـِـلْ‌وِدِر» قرار دارد.
دنزکا در بطری‌های آلومینیومی صیقل‌داده‌شده و در ۷ طعم مختلف عرضه می‌شود و یک طراحی دانمارکی دارد.